# Florida Beach Dogs
I Florida Beach Dogs sono stati una franchigia di pallacanestro di West Palm Beach, in Florida, attivi tra il 1984 e il 1997.
Tra gli anni '80 e '90 sono stati una delle migliori franchigie della Continental Basketball Association, conquistando tre titoli di lega e disputando i play-off per 13 volte su 14 edizioni.

## Storia
Nati nel 1984 a Tampa, Florida come Tampa Bay Thrillers, nel 1986, dopo due titoli CBA conquistati in due stagioni, si trasferirono a Rapid City, diventando i Rapid City Thrillers. Nel Dakota meridionale rimasero per 9 anni, conquistando il terzo titolo CBA e raggiungendo i play-off in 8 stagioni su 9.
Nel 1995 tornarono in Florida a West Palm Beach, assumendo la denominazione di Florida Beach Dogs con la quale disputarono altre due stagioni in CBA.

## Stagioni
| Stagione | Lega | Denominazione                  | V  | P  | %    | Piazzamento | Play-off             |
| -------- | ---- | ------------------------------ | -- | -- | ---- | ----------- | -------------------- |
| 1984-85  | CBA  | Tampa Bay Thrillers            | 35 | 13 | 72,9 | 2º          | Campioni             |
| 1985-86  | CBA  | Tampa Bay Thrillers            | 34 | 14 | 70,8 | 1º          | Campioni             |
| 1986-87  | CBA  | Tampa Bay/Rapid City Thrillers | 34 | 14 | 70,8 | 1º          | Campioni             |
| 1987-88  | CBA  | Rapid City Thrillers           | 16 | 38 | 29,6 | 6º          | -                    |
| 1988-89  | CBA  | Rapid City Thrillers           | 38 | 16 | 70,4 | 1º          | Finale di division   |
| 1989-90  | CBA  | Rapid City Thrillers           | 42 | 14 | 75,0 | 1º          | Finale CBA           |
| 1990-91  | CBA  | Rapid City Thrillers           | 27 | 29 | 48,2 | 2º          | Primo turno          |
| 1991-92  | CBA  | Rapid City Thrillers           | 37 | 19 | 66,1 | 1º          | Finale CBA           |
| 1992-93  | CBA  | Rapid City Thrillers           | 44 | 12 | 78,6 | 1º          | Finale di conference |
| 1993-94  | CBA  | Rapid City Thrillers           | 37 | 19 | 66,1 | 1º          | Finale di conference |
| 1994-95  | CBA  | Rapid City Thrillers           | 31 | 25 | 55,4 | 4º          | Primo turno          |
| 1995-96  | CBA  | Florida Beachdogs              | 41 | 15 | 73,2 | 1º          | Finale di conference |
| 1996-97  | CBA  | Florida Beachdogs              | 38 | 18 | 67,9 | 1º          | Finale CBA           |

## Palmarès
- Continental Basketball Association: 3

1985, 1986, 1987